# Livio Isotti
Livio Isotti (Pesaro, 29 giugno 1927 – Hamilton, 19 settembre 1999) è stato un ciclista su strada italiano, professionista dal 1950 al 1955 e vincitore del Giro di Romagna 1950 e di una tappa al Tour de France 1953.

## Carriera
Da dilettante fece parte, nel 1948, delle selezioni italiane impiegate nella prova in linea ai Giochi olimpici di Londra e ai Campionati del mondo di Valkenburg; nella categoria dilettantistica raccolse numerosi risultati con i colori del G.S. Vilco di Bologna, in particolare nel 1949 quando oltre ad aggiudicarsi il Giro di Puglia e Lucania a tappe concluse al secondo posto il Trofeo Matteotti battuto solo da Giuseppe Minardi.
Passato professionista nel 1950 con la Arbos, mise subito in mostra ottime qualità ottenendo risultati nelle classiche del panorama italiano: spiccano la vittoria del Giro di Romagna, battendo Giorgio Albani, il terzo posto alla Milano-Torino e il quinto al Giro dell'Emilia. Nel 1953 si trasferì alla Ganna di Fiorenzo Magni col quale partecipò al sia Giro d'Italia, che (in maglia azzurra) al Tour de France; nella grande corsa francese conquistò il suo alloro più prestigioso vincendo la settima tappa con arrivo a Nantes dopo una fuga in compagnia di altri sei corridori.
Nel 1954 vinse due tappe e concluse al secondo posto la classifica generale del Giro di Sicilia dietro Ugo Massocco e fu terzo al Trofeo Matteotti ottenendo lo stesso risultato dell'anno precedente in questa gara. Dopo un 1955 non particolarmente fortunato anche a causa di piccoli problemi fisici che lo costrinsero all'inattività per diversi mesi, non trovando nuovi ingaggi decise di concludere la carriera ciclistica. Successivamente emigrò in Canada dove svolse la professione di idraulico.
Morì nella sua casa di Hamilton nel 1999 dopo una lunga malattia.

## Piazzamenti
- 1947 (dilettanti)

Salsomaggiore-Bologna
- 1949 (dilettanti)

Coppa Giulio Burci
6ª tappa Giro di Puglia e Lucania (Bari > Potenza)
8ª tappa Giro di Puglia e Lucania (Foggia > San Severo)
Classifica generale Giro di Puglia e Lucania
- 1950 (Arbos, una vittoria)

Giro di Romagna
- 1951 (Arbos, una vittoria)

Coppa Porto San Giorgio
- 1952 (Arbos, due vittorie)

Gran Premio Ceramisti di Ponzano Magra
7ª tappa Vuelta a Castilla (? > Tomelloso)
- 1953 (Ganna, due vittorie)

7ª tappa Tour de France (Le Mans > Nantes)
7ª tappa Giro di Sicilia (Trapani > Palermo)
- 1954 (Nivea, due vittorie)

1ª tappa Giro di Sicilia (Palermo > Sciacca)
7ª tappa Giro di Sicilia (Messina > Castroreale)

### Altri successi
- 1952 (Arbos)

Coppa Vallari
- 1953 (Ganna)

Coppa De Santi

### Grandi giri
- Giro d'Italia

1952: 28º
1953: 40º
- Tour de France

1953: 42º

### Classiche monumento
- Milano-Sanremo

1950: 51º
1951: 27º
1952: 37º
1953: 18º
1954: 64º
- Giro di Lombardia

1951: 62º

### Competizioni mondiali
- Campionati del mondo

Valkenburg 1948 - In linea dilettanti: 10º
- Giochi olimpici

Londra 1948 - In linea: 20º